# ホウセイ
ホウセイは日本の競走馬、種牡馬。障害競走の連勝記録となる13連勝を達成し、アングロアラブ抽籤馬としては史上唯一中山大障碍で連対した。

## 経歴
馬齢は旧表記とする。

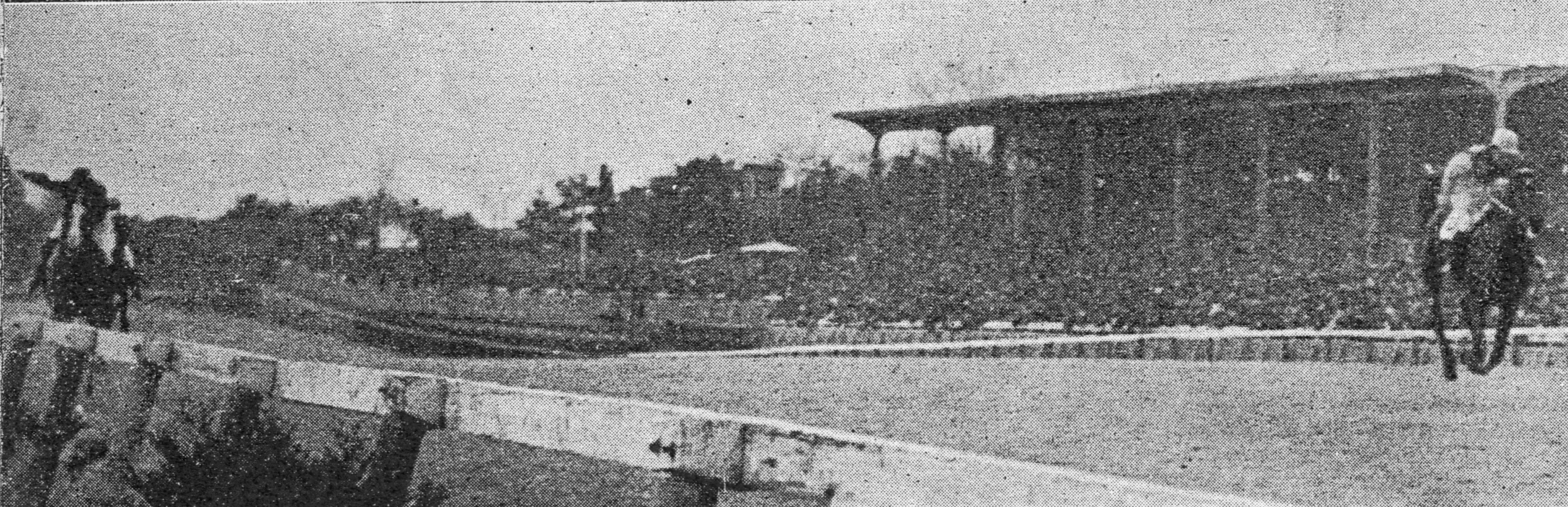
1951年中山大障碍（秋）
ホウセイ（左）を引き離すミツタヱ

1948年10月25日、中山競馬場のBアラブ系4歳新馬で初出走して6頭立ての5着。同年は5戦して3着が1回と振るわなかった。しかし5歳となった1949年は3月に初勝利を挙げ、7月にオープンのハンデ戦に勝つなど20戦8勝を記録。年末に西下して阪神競馬場のアラブ東西対抗に出走し、関西馬タマツバキに次ぐ2番人気に推されたが、ここは10頭立ての7着に敗れた。
1950年は年明けから4連勝を達成、その後も5月28日のアラブ系オープンで68kgの斤量を背負って勝ち、6月10日のアラブ東西対抗では6番人気のミネノヒカリに敗れて2着となったが、3着のタマツバキ、4着のニユーバラツケーには先着した。翌週のアラブ系オープンに71kgの斤量で出走し12kg軽いオシヨロに敗れると秋シーズンまで休養。増え続ける斤量を考慮して障害競走に転向した。
10月1日、中山のアラブ系障碍オープンで障害初出走を迎えた。この競走で2着のマサキに大差で勝利すると、続くハンデ戦のアラブ系障碍特別では2戦目ながら70kgの斤量を背負って10馬身差の圧勝をした。その後1ヶ月あまりは定量改定により斤量が緩和されたため平地競走に戻り5戦2勝。66kgと67kgで勝利した。そして12月の中山開催から障害レースに復帰して勝利すると、2戦目でサラ系（サラブレッド系の略）を相手に中山大障碍に出走した。ここではアラブ系ながらマルヒカリに次ぐ2番人気となったが、レースでは終始後方のまま8頭立ての4着に敗れた。
そして12月24日にふたたびアラブ系障害に戻るとここから連勝を開始。1月のアラブ系障碍特別で76kgを背負って勝利するなど翌1951年10月23日のアラブ系障碍優勝まで13連勝、アラブ系障害のみでは無敗の16連勝を達成した。そして11月よりふたたびサラブレッド相手に競走を行い、すべての競走でもっとも重い斤量を背負いながらも3着、2着、2着、5着という成績を残して5戦目で中山大障碍に出走した。この年の大障碍は5頭立てで行われ、牝馬のミツタヱが1番人気、それにトヨタカ、ユウホウの順に続き、ホウセイは4番人気で出走。前年同様トヨタカが大逃げを打ったが、レース後半に入って大土塁で躓くとミツタヱが追撃して向こう正面で先頭に立った。ホウセイも早めに仕掛けて直線入り口でミツタヱに並び、いったんは先頭に立ったものの、ゴール手前で一気に引き離されて5馬身差の2着に敗れた。
その後12月23日の勝入ハンデで2頭立ての2着に敗れ、翌1月5日はふたたびアラブ系障害に出走。77kgを背負っての出走だったが65kgのマルマツにアタマ差敗北しアラブ系障害での無敗記録がストップ。その後は出走することなく同年3月25日に登録を抹消して種牡馬となったが、目立った産駒が出ることはなかった。

## 競走成績
- 4歳（1948年） - 平地5戦0勝
- 5歳（1949年） - 平地20戦8勝
- 6歳（1950年） - 6月まで平地13戦6勝

| 年月日 | 年月日 | 競馬場 | 競走名           | 頭数 | 人気 | 着順 | 騎手 | 斤量 | 距離（馬場） | タイム | 着差 | 1着馬/（2着馬） | 斤量 |
| 1950   | 10.1   | 中山   | アラブ系障碍     | 4    | 1人  | 1着  | 田畑 | 59   | 障2850（良） | 3:17.8 | 大差 | （マサキ）      | 57   |
|        | 10.14  | 中山   | アラブ系障碍特別 | 7    | 1人  | 1着  | 田畑 | 70   | 障3600（良） | 4:07.2 | 10身 | （トヨカゼ）    | 65   |

10月21日から11月26日まで平地5戦2勝
| 年月日 | 年月日 | 競馬場 | 競走名                       | 頭数 | 人気 | 着順 | 騎手 | 斤量 | 距離（馬場）   | タイム | 着差    | 1着馬/（2着馬）    | 斤量 |
| 1950   | 12.9   | 中山   | アラブ系障碍                 | 3    | 1人  | 1着  | 田畑 | 60   | 障2850（不）   | 3:18.6 | 5身     | （トヨカゼ）       | 62   |
|        | 12.17  | 中山   | 中山大障碍                   | 8    | 2人  | 4着  | 田畑 | 59   | 障4100（不）   |        | 大差    | アシガラヤマ       | 59   |
|        | 12.24  | 中山   | アラブ系障碍優勝             | 5    | 1人  | 1着  | 田畑 | 60   | 障2850（稍重） | 3:18.0 | 7身     | （ウエルデイング） | 59   |
| 1951   | 1.5    | 中山   | アラブ系障碍                 | 4    | 1人  | 1着  | 田畑 | 62   | 障2850（良）   | 3:18.8 | 9身     | （ホームイン）     | 55   |
|        | 1.10   | 中山   | アラブ障碍特別               | 5    | 1人  | 1着  | 田畑 | 76   | 障2850（重）   | 3:26.0 | 2身     | （ホームイン）     | 53   |
|        | 4.8    | 中山   | アラブ系障碍                 | 4    | 1人  | 1着  | 田畑 | 67   | 障2850（良）   | 3:20.2 | 5身     | （トヨカゼ）       | 62   |
|        | 4.14   | 中山   | 中山アラブ障碍特別[1]        | 4    | 1人  | 1着  | 田畑 | 64   | 障3600（良）   | 4:16.4 | クビ    | （ウエルデイング） | 61   |
|        | 4.21   | 東京   | アラブ系障碍                 | 6    | 1人  | 1着  | 田畑 | 69   | 障2700（稍重） | 3:16.2 | 1.3/4身 | （ウエルデイング） | 63   |
|        | 5.6    | 東京   | アラブ系障碍優勝             | 5    | 1人  | 1着  | 田畑 | 69   | 障2900（良）   | 3:24.8 | 5身     | （マルマツ）       | 62   |
|        | 5.20   | 中山   | アラブ系障碍                 | 5    | 1人  | 1着  | 田畑 | 70   | 障2600（良）   | 2:57.8 | 3身     | （ヒサコ）         | 60   |
|        | 5.27   | 中山   | アラブ系障碍勝入             | 5    | 1人  | 1着  | 田畑 | 70   | 障2600（良）   | 2:56.0 | 2.1/2身 | （ジヤイアンツ）   | 55.5 |
|        | 9.22   | 東京   | アラブ系障碍                 | 4    | 1人  | 1着  | 田畑 | 71   | 障2700（良）   | 3:17.0 | 1.1/4身 | （ダイヤナー）     | 58   |
|        | 9.30   | 東京   | アラブ系障碍優勝             | 3    | 1人  | 1着  | 田畑 | 71   | 障2900（良）   | 3:27.2 | 5身     | （ウエルデイング） | 68   |
|        | 10.6   | 中山   | アラブ系障碍                 | 5    | 1人  | 1着  | 田畑 | 73   | 障2850（稍重） | 3:20.6 | 9身     | （ウタリ）         | 60   |
|        | 10.23  | 中山   | アラブ系障碍優勝             | 5    | 1人  | 1着  | 田畑 | 73   | 障2850（重）   | 3:19.8 | 8身     | （ヒサコ）         | 63   |
|        | 11.3   | 東京   | サラ系障碍特ハン             |      |      | 3着  | 田畑 | 64   | 障2900         |        | 6身     | ミツタヱ           |      |
|        | 11.11  | 東京   | 障碍特別                     | 6    | 2人  | 2着  | 田畑 | 64   | 障3300（良）   |        | 2.1/2身 | ユウホウ           | 52   |
|        | 11.18  | 東京   | サラ系障碍                   | 5    | 1人  | 2着  | 田畑 | 67   | 障2900（良）   |        | 2身     | カツシロ           | 54   |
|        | 12.2   | 中山   | サラ系障碍特ハン             | 8    | 2人  | 5着  | 田畑 | 65   | 障2850（良）   |        |         | カツシロ           | 59   |
|        | 12.16  | 中山   | 中山大障碍                   | 5    | 4人  | 2着  | 田畑 | 64   | 障4100（良）   |        | 5身     | ミツタヱ           | 61   |
|        | 12.23  | 中山   | サラ系障碍勝入ハンデキヤツプ | 2    | 1人  | 2着  | 田畑 | 66   | 障2600（良）   |        | 1.1/2身 | アサミドリ         | 51   |
| 1952   | 1.5    | 中山   | アラブ系障碍                 | 5    | 1人  | 2着  | 田畑 | 77   | 障2850（重）   |        | アタマ  | マルマツ           | 65   |

1 当時は重賞ではない。